# Качкин, Эльгард Александрович
Э́льгард Алекса́ндрович Ка́чкин (20 октября 1936, Ояш, Болотнинский район, Новосибирская область, РСФСР, СССР — 9 августа 2004, Руэм, Медведевский район, Марий Эл) — советский и российский деятель сельского хозяйства, преподаватель. Старший научный сотрудник, заведующий отделами Марийской сельхозопытной станции (1963—1992). Лауреат Государственной премии СССР (1982).

## Биография
Родился 20 октября 1936 года в с. Ояш Болотнинского района Новосибирской области в крестьянской семье.
В 1963 году окончил Казанский сельскохозяйственный институт. С 1963 года — на Марийской сельхозопытной станции: старший научный сотрудник, заведующий отделами.
В 1970 году в Йошкар-Оле вышла в свет его книга «Трудовые ресурсы колхозов и пути улучшения их использования».
В 1982 году ему присуждена Государственная премия СССР. Награждён медалями, в том числе золотой медалью ВДНХ.
В 1992—1996 годах — преподаватель Марийского института переподготовки кадров сельского хозяйства.
При его непосредственном участии была создана студия кабельного телевидения в п. Руэм Медведевского района Марий Эл. Здесь, например, снимались информационные и учебные фильмы о научных работах Марийского НИИ сельского хозяйства, которые впоследствии становились призёрами всероссийских и международных фестивалей.
Скончался 9 августа 2004 года в п. Руэм Медведевского района Марий Эл.

## Признание заслуг
- Государственная премия СССР (1982) — за высокоэффективное использование техники, внедрение прогрессивных технологий и увеличение производства высококачественных кормов[1]
- Золотая медаль ВДНХ (1981)[1]